# Juan Rodolfo Laise
Juan Rodolfo Laise OFMCap, né le 22 février 1926 à Buenos Aires et mort le 22 juillet 2019 à San Giovanni Rotondo en Italie, est un capucin argentin qui fut évêque du diocèse de San Luis en Argentine.

## Biographie
Juan Rodolfo Laise entre chez les Frères mineurs capucins et prononce sa profession le 13 mars 1949. Il est ordonné prêtre le 4 septembre 1949. Il étudie le droit canon à l'Université pontificale grégorienne de Rome et reçoit son doctorat de droit civil de l'Université nationale de Córdoba, en Argentine. De 1954 à 1960, il tient la chaire de droit et de morale de la faculté de théologie de Villa Elisa en Argentine. En 1969, il est élu provincial des capucins d'Argentine.
Le 5 avril 1971, le pape Jean-Paul II le nomme évêque coadjuteur du diocèse de San Luis avec la titulature d'Iomnium (de). Il est consacré le 29 mai 1971 par Mgr Juan Carlos Aramburu, évêque coadjuteur de Buenos Aires, assisté de Mgr Antonio José Plaza, archevêque de La Plata, et de Mgr Raúl Primatesta, archevêque de Córdoba. Après la mort de Mgr Carlos María Cafferata, le 6 juillet suivant, il devient évêque de San Luis.
Le 6 juin 2001, le pape Jean-Paul II accepte sa démission pour raison d'âge. Entretemps, Mgr Laise approuve la congrégation Mater Dei. Il passe sa retraite jusqu'à sa mort comme confesseur pour les pèlerins de langue espagnole au sanctuaire de San Pio de Pietrelcina à San Giovanni Rotondo en Italie.
Son livre à propos de la communion dans la main (Comunión en la mano. Documentos e historia), publié en 1997, lui vaut une certaine notoriété dans les milieux ecclésiastiques, et il est traduit en plusieurs langues. En 2018, l'association Initiative Paix Liturgique publie une interview de l'évêque.

## Publications
- Comunión en la mano. Documentos e historia. Morón, 1997, 127 pages.
- Actualidad de la doctrina social de la Iglesia, 1980, 316 pages.
- 400 años de la Iglesia en San Luis, 1994, 456 pages.
- La Virgen María: vida, virtudes y privilegios/Para el mes de María: advocaciones y devociones marianas de acuerdo con el Nuevo catecismo de la Iglesia Católica, 1995, 204 pages.
- Catecismo para la confirmación: de acuerdo con el nuevo catecismo de la Iglesia Católica, 1997, 132 pages.
- Catecismo de antropología y ética cristiana de acuerdo con el nuevo catecismo de la Iglesia Católica, 1995, 110 pages.
- Catecismo para el sacramento de la reconciliación: de acuerdo con el nuevo catecismo de la Iglesia Católica, 1995, 102 pages.
- Catecismo para la Iniciación Cristiana: Bautismo: de acuerdo con el nuevo catecismo de la Iglesia Católica, 1995.
- (es) La Comunión en la mano : Documentos e historia  (trad. Ricardo Regidor, préf. Athanasius Schneider), 22 juin 2020, 146 p. (ISBN 979-8654296832)